# Mrtve ribe (2017.)
Mrtve ribe je hrvatski-bosanskohercegovački film iz 2017. godine. Film je režirao Kristijan Milić prema scenariju Josipa Mlakića. Nastao je u produkciji zagrebačkog Eurofilma i mostarskog Oktavijana.
Sniman je u Mostaru od 3. do 30. travnja 2016. na više od pedeset lokacija u gradu i okolici. Probno je prikazan 24. studenog iste godine na zatvorenoj projekciji u Hrvatskom domu herceg Stjepan Kosača čime je otvoren 10. Mostarski filmski festival. Premijerno je prikazan na Pulskom festivalu 2017. godine.

## Uloge
- Dragan Despot kao profesor
- Nermin Omić kao Sabahudin
- Dražen Mikulić kao Mirkan
- Saša Anočić kao pjesnik
- Vinko Kraljević kao pjesnik
- Asja Jovanović kao Slavka
- Velibor Topić kao Dragan
- Marijana Mikulić kao Ranka
- Đorđe Kukuljica kao Filip
- Marinko Prga kao Stojan

## Vanjske poveznice
- Mrtve ribe u internetskoj bazi filmova IMDb-a